# Il collezionista (film 1997)
Il collezionista (Kiss the Girls) è un film del 1997 diretto da Gary Fleder.
La sceneggiatura è basata sull'omonimo romanzo poliziesco dello scrittore statunitense James Patterson ed è il primo adattamento cinematografico dei romanzi di Patterson.
Le riprese del film si svolsero nel 1996.

## Trama
Alex Cross, poliziotto e psicologo forense, è alla ricerca della nipote misteriosamente scomparsa da giorni. Alex vorrebbe collaborare alle indagini, ma il capo della polizia Hatfield e gli agenti Nick e Davey considerano i suoi interventi un'inopportuna interferenza. Si reca quindi con la polizia nella Carolina del Nord, dove è stata ricoverata una donna che è riuscita a scappare dal rifugio nascosto di un maniaco che si fa chiamare "Casanova". Lei è Kate McTiernan, una giovane dottoressa che vive da sola conducendo una vita normale: in una notte come tante, viene rapita a casa sua da un uomo mascherato. Quest'ultimo non è altri che il collezionista, il quale rapisce donne giovani e molto belle per collezionarle. Kate si sveglia in una stanza ricavata da una caverna nascosta nel bosco. Quando fa per chiedere aiuto, scopre di non essere l'unica ragazza rapita; molte altre sono prigioniere nella caverna e usate come oggetti da collezione, tra queste anche la nipote di Alex. Kate, una donna molto determinata, coraggiosa e praticante di kickboxing, non si perde d'animo e riesce a scappare. Dopo essere stata in coma per giorni, si sveglia e accetta di aiutare Alex nell'indagine. Una serie di indizi porta Cross ad una sconcertante scoperta: dopo un confronto calligrafico, il maniaco si rivela essere il detective Nick Ruskin che rapiva le ragazze con l'aiuto di un complice, il dottor William Rudolph.

## Distribuzione
Il film è stato distribuito nelle sale italiane a partire dal 13 febbraio 1998.

### Accoglienza

#### Incassi
La pellicola ha incassato circa 60,5 milioni di dollari.

#### Critica
Sull'aggregatore di recensioni Rotten Tomatoes la pellicola ottiene un indice di gradimento del 34%, sulla base di 35 recensioni con un voto medio di 5.4/10, definendolo «un thriller goffo che offre poche sorprese». Metacritic, che utilizza una media ponderata, ha assegnato un voto di 46/100 basato su 17 recensioni critiche.

### Edizione italiana
L'edizione italiana del film è stata curata dalla United International Pictures con la direzione del doppiaggio e la supervisione dei dialoghi italiani curati da Manlio De Angelis, assistito da Antonella Bartolomei. Il doppiaggio italiano, invece, fu eseguito dalla Sefit-CDC.

## Riconoscimenti
- 1997 - Satellite Awards
  - Candidatura per la miglior attrice non protagonista in un film drammatico a Ashley Judd